# Джейсън Робардс
Джейсън Робардс (на английски: Jason Robards), е американски филмов и театрален актьор, роден през 1922 година, починал през 2000 година. 

## Биография
Роден е като Джейсън Нелсън Робардс – младши на 26 юли 1922 година в Чикаго, Илинойс. Родителите му са – майка Хоуп Максин и баща Джейсън Робардс-старши, който също е бил от известните актьори, както на сцената така и в ранните години на киното.
Семейството се премества в Ню Йорк Сити, когато Робардс-младши е съвсем малко дете. Не след дълго, когато е шест-годишен, се преместват отново, този път в Лос Анджелис. Родителите му се развеждат, когато е в началното училище. По-късно той заявява, че това оказва силен афект върху личността и мирогледа му. Като юноша, Робардс става свидетел и на западането на актьорската кариера на баща му. Радвайки се на значителен успех по време на нямото кино, Робардс-старши губи благоразположението на киноиндустрията с настъпване на ерата на озвучените филми.
Робардс-младши посещава гимназията „Холивуд“ в Лос Анджелис, където изпъква със спортните си умения и по специално леката атлетика. Спортният му талант привлича интереса на няколко университета, които му отправят покани. Въпреки това, след дипломирането си в гимназията през 1940 година, Джейсън Робардс решава да се присъедини към военноморските сили на САЩ.

### Кариера
Ветеран от военноморските сили на САЩ от Втората световна война, впоследствие Робардс става известен с участията си в пиесите на американския драматург Юджийн О'Нийл. Носител е на авторитетната театрална награда „Тони“, също както и на филмовата награда „Оскар“ и телевизионния приз „Еми“.
Незабравима остава ролята му на Шайен в шедьовъра на Серджо Леоне – „Имало едно време на Запад“ (1968), както и изпълнението в последния филм преди кончината му – „Магнолия“ (1999)

### Личен живот
Джейсън Робардс е женен четири пъти и имаше шест деца. С първата си съпруга Елинор Питман имат три деца, включително Джейсън Робардс III. Вторият му брак с актрисата Рейчъл Тейлър продължава от април 1959 г. до май 1961 г. Той и третата му съпруга, актрисата Лорън Бакол за която се жени през 1961 г., имат син, актьора Сам Робардс. Робардс и Бакол се развеждат през 1969 г., отчасти поради неговия алкохолизъм.  Робардс има още две деца с четвъртата си съпруга Лоис О'Конър.
През 1972 г. Робардс е сериозно ранен при автомобилна катастрофа, подложен е на операция и реконструкция на лицето. Катастрофата може да е свързана с дългогодишната му борба с алкохолизма. Робърдс преодолява пристрастяването си и започва публична кампания за повишаване на осведомеността относно алкохолизма.  Робърдс е страстен любител на темата за Гражданската война в САЩ.

### Смърт
Джейсън Робардс почива от рак на белия дроб в Бриджпорт, Кънектикът, на 26 декември 2000 г.  Останките му са погребани в гробището Оук Лоун във Феърфийлд. 

## Награди и Номинации
| Награди                 | Награди                                   | Награди                       | Награди   |
| Награда                 | Категория                                 | Филм                          | Резултат  |
| ----------------------- | ----------------------------------------- | ----------------------------- | --------- |
| Награди „Оскар“         | Най-добър актьор в поддържаща роля (1977) | Цялото президентско войнство  | награда   |
| Награди „Оскар“         | Най-добър актьор в поддържаща роля (1978) | Джулия                        | награда   |
| Награди „Оскар“         | Най-добър актьор в поддържаща роля (1981) | Мелвин и Хауърд               | номинация |
| Награди БАФТА           | Най-добър актьор в поддържаща роля (1977) | Цялото президентско войнство  | номинация |
| Награди БАФТА           | Най-добър актьор в поддържаща роля (1978) | Джулия                        | номинация |
| Награди „Златен глобус“ | Най-добър актьор в поддържаща роля (1966) | Хиляда клоуна                 | номинация |
| Награди „Златен глобус“ | Най-добър актьор в поддържаща роля (1977) | Цялото президентско войнство  | номинация |
| Награди „Златен глобус“ | Най-добър актьор в поддържаща роля (1978) | Джулия                        | номинация |
| Награди „Златен глобус“ | Най-добър актьор в поддържаща роля (1981) | Мелвин и Хауърд               | номинация |
| Филмов фестивал в Кан   | Най-добър актьор (1962)                   | Дългият път на деня към нощта | награда   |

## Избрана филмография
| Година | Филм                          | Оригинално заглавие            | Роля                          | Режисьор                  | Бележки                                       |
| ------ | ----------------------------- | ------------------------------ | ----------------------------- | ------------------------- | --------------------------------------------- |
| 1962   | Дългият път на деня към нощта | Long Day's Journey Into Night  | Джейми Тайрон                 | Сидни Лумет               | награда ФФ Кан                                |
| 1965   | Хиляда клоуна                 | A Thousand Clowns              | Мъри Н. Бърнс                 | Фред Коу                  | номинация за „Златен глобус“                  |
| 1966   | Голяма ръка за малката дама   | A Big Hand for the Little Lady | Хенри Пи. Джи. Дръмонд        | Фийлдър Кук               |                                               |
| 1967   | Развод по американски         | Divorce American Style         | Нелсън Даунс                  | Бъд Йорк                  |                                               |
| 1968   | Имало едно време на Запад     | Once Upon a Time in the West   | Мануел „Шайен“ Гутиерес       | Серджо Леоне              |                                               |
| 1970   | Балада за Кейбъл Хоуг         | The Ballad of Cable Hogue      | Кейбъл Хоуг                   | Сам Пекинпа               |                                               |
| 1970   | Юлий Цезар                    | Julius Caesar                  | Брут                          | Стюарт Бърг               |                                               |
| 1970   | Тора! Тора! Тора!             | Tora! Tora! Tora!              | Генерал-лейтенант Уолтър Шорт | Ричард Флейшер            |                                               |
| 1973   | Пат Гарет и Били Хлапето      | Pat Garrett and Billy the Kid  | Губернатор Уолъс              | Сам Пекинпа               |                                               |
| 1976   | Цялото президентско войнство  | All the President's Men        | Бен Брадли                    | Алън Пакула               | награда „Оскар“, номинация за „Златен глобус“ |
| 1977   | Джулия                        | Julia                          | Дашиъл Хамет                  | Фред Зинеман              | награда „Оскар“, номинация за „Златен глобус“ |
| 1980   | Кабобланко                    | Caboblanco                     | Гюнтер Бекдорф                | Джей Лий Томпсън          |                                               |
| 1980   | Мелвин и Хауърд               | Melvin and Howard              | Хауърд Хюз                    | Джонатан Деми             | номинация за „Оскар“ и „Златен глобус“        |
| 1983   | На другия ден                 | The Day After                  | доктор Ръсел Оукс             | Николас Мейер             |                                               |
| 1990   | Бърза смяна                   | Quick Change                   | Ротцингер                     | Хауърд Франклин, Бил Мъри |                                               |
| 1993   | Филаделфия                    | Philadelphia                   | Чарлз Уилър                   | Джонатан Деми             |                                               |
| 1995   | Аленият прилив                | Crimson Tide                   | Контраадмирал Андерсън        | Тони Скот                 |                                               |
| 1997   | Хиляда акра                   | A Thousand Acres               | Лари Кук                      | Джоселин Мурхаус          |                                               |
| 1998   | Обществен враг                | Enemy of the State             | Конгресменът Филип Хамерсли   | Тони Скот                 |                                               |
| 1999   | Магнолия                      | Magnolia                       | Ърл Партридж                  | Пол Томас Андерсън        |                                               |